# بوتسودان

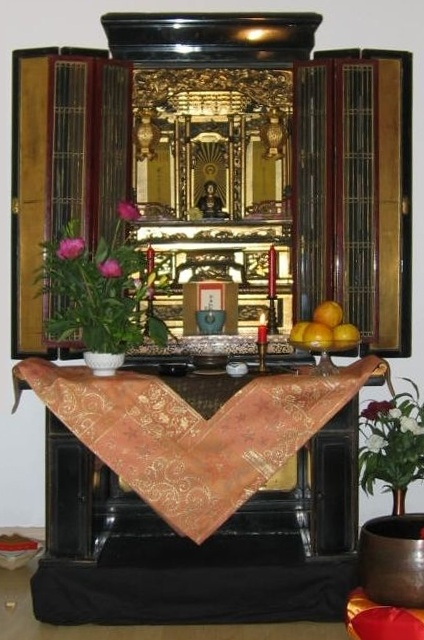
بوتسودان

بوتسودان (به ژاپنی: 仏壇 Butsudan) بوتسودان از دو کلمه تشکیل شده که با هم یعنی محل روحی که بودا شده. در زبان انگلیسی واژهٔ بوتسودان را محراب بودایی معنی کرده‌اند و در زبان فارسی نیز در بعضی از فرهنگ‌های لغت به همین معنی نوشته شده‌است. چون بوتسودان در فرهنگ ایران وجود ندارد پیدا کردن معادل برای آن مشکل است. در کشور ژاپن جسد مردگان را می سوزانند و مراسم خاصی (معمولاً به روش دین بودایی) برگزار می‌کنند. بعضی از مردم عکس فرد فقید را در محفظه‌ای دردار شبیه به کمد چوبی قرار می‌دهند. در کنار عکس دسته گلی در یک یا دو گلدان مخصوص، شمع، عود، ظرفی جهت ریختن خاکستر عود و غیره قرار می‌دهند به این کمد کوچک چوبی و تزیین شده بوتسودان گفته می‌شود. بوتسودان‌ها اندازه‌های مختلف دارد و قیمت آن به اندازه نوع و طرز تزیین بستگی دارد. بیشتر مردم بوتسودان را در منزل در مکانی طاقچه یا قفسه مانند که ممکن است پایه نیز داشته باشد قرار می‌دهند. بعضی از بوتسودان‌ها نیز بر روی زمین قرار داده می‌شود. وابستگان فرد فقید معمولاً صبح و شب جلوی بوتسودان کف دست‌ها را بهم می چسبانند و با چشم‌های بسته به روح فرد فقید ادای احترام می‌کنند. صبح قبل از ادای احترام دست و صورت خود را می‌شویند و آب در دهان می‌گیرند و برنج پخته و چای سبز یا آب داخل بوتسودان قرار می‌دهند و شمع و عود را روشن می‌کنند و ادای احترام می‌کنند سپس برنج و چای را از بوتسودان بر می‌دارند. شب نیز قبل از خوابیدن ادای احترام نموده و بعد درب بوتسودان را می‌بندد.